# Prosnes
Prosnes ist eine französische Gemeinde mit 485 Einwohnern (Stand: 1. Januar 2022) im Département Marne in der Region Grand Est. Die Gemeinde gehört zum Arrondissement Reims und zum Kanton Mourmelon-Vesle et Monts de Champagne.

## Geographie
Prosnes liegt etwa 15 Kilometer ostsüdöstlich von Reims. Umgeben wird Prosnes von den Nachbargemeinden Pontfaverger-Moronvilliers im Norden, Saint-Hilaire-le-Petit im Nordosten, Vaudesincourt im Osten und Nordosten, Aubérive im Osten, Baconnes im Süden und Südosten, Sept-Saulx im Süden und Südwesten, Val-de-Vesle im Westen und Südwesten sowie Beine-Nauroy im Nordwesten.

## Geschichte
In Prosnes befindet sich das Schlachtfeld Ferme de Moscou, der Ort wurde im Ersten Weltkrieg weitgehend zerstört.

## Bevölkerungsentwicklung
| Jahr                       | 1962 | 1968 | 1975 | 1982 | 1990 | 1999 | 2006 | 2012 | 2018 |
| Einwohner                  | 229  | 219  | 244  | 298  | 361  | 422  | 519  | 520  | 488  |
| Quellen: Cassini und INSEE |      |      |      |      |      |      |      |      |      |

## Sehenswürdigkeiten

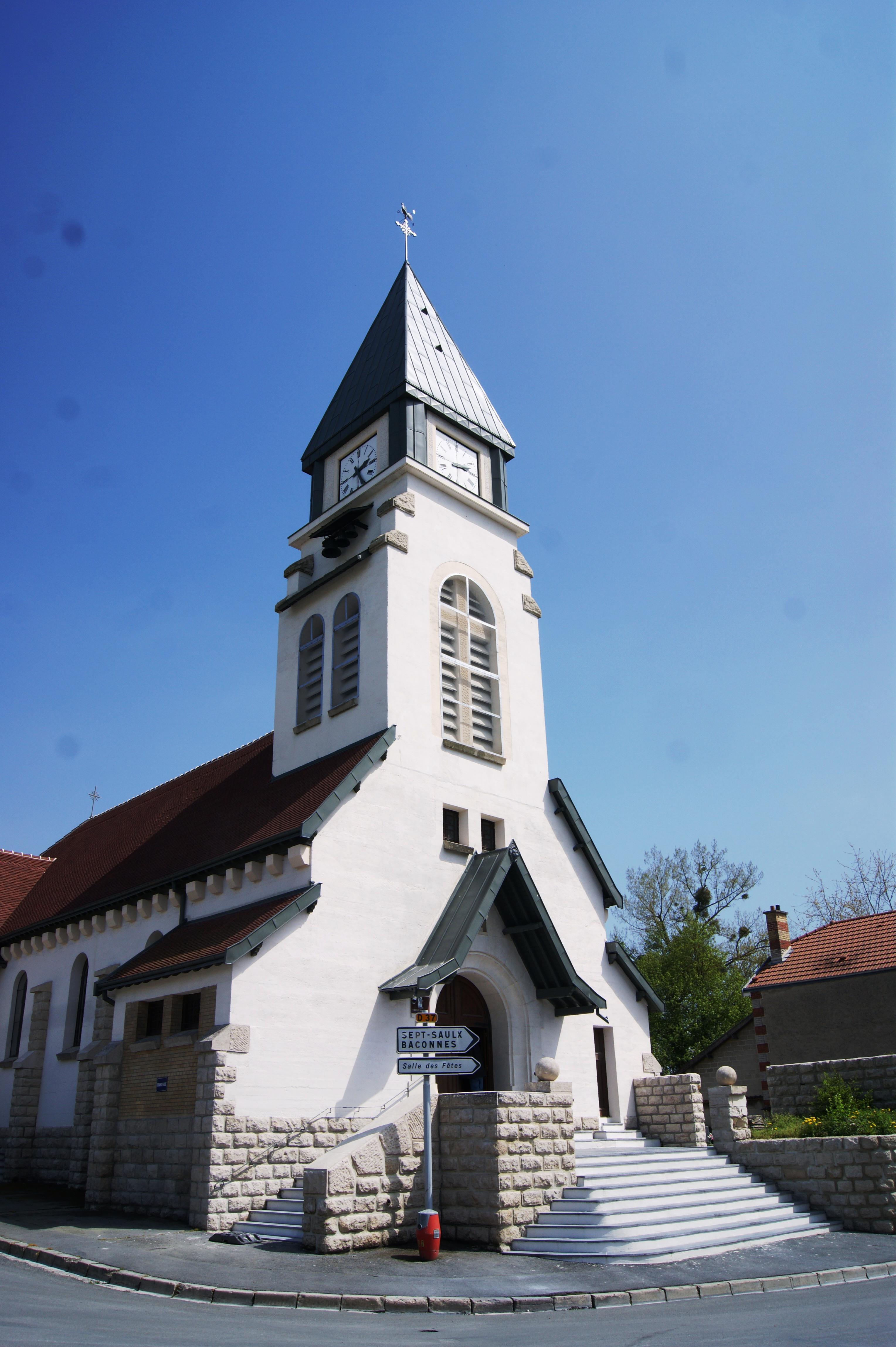
Kirche Saint-Remi

Die St.-Remigius-Kirche (église Saint-Remi) gehört zur Pfarrei Vesle mit Sitz in Val-de-Vesle im Erzbistum Reims. Gottesdienste finden etwa monatlich statt.